# Bululú
El bululú era un actor solitario o comediante español que viajaba a pie de pueblo en pueblo haciendo breves representaciones, interpretando todos los personajes que aparecían en la loa, farsa o entremés elegidos de su variado repertorio (en palabras de Francisco de Quevedo, un «bufo farandulero miserable»). Su origen se localiza en Galicia hacia finales del siglo XVI, si bien el espíritu del personaje debió de inspirarse en la juglaría medieval italiana y en el teatro renacentista.

## En literatura

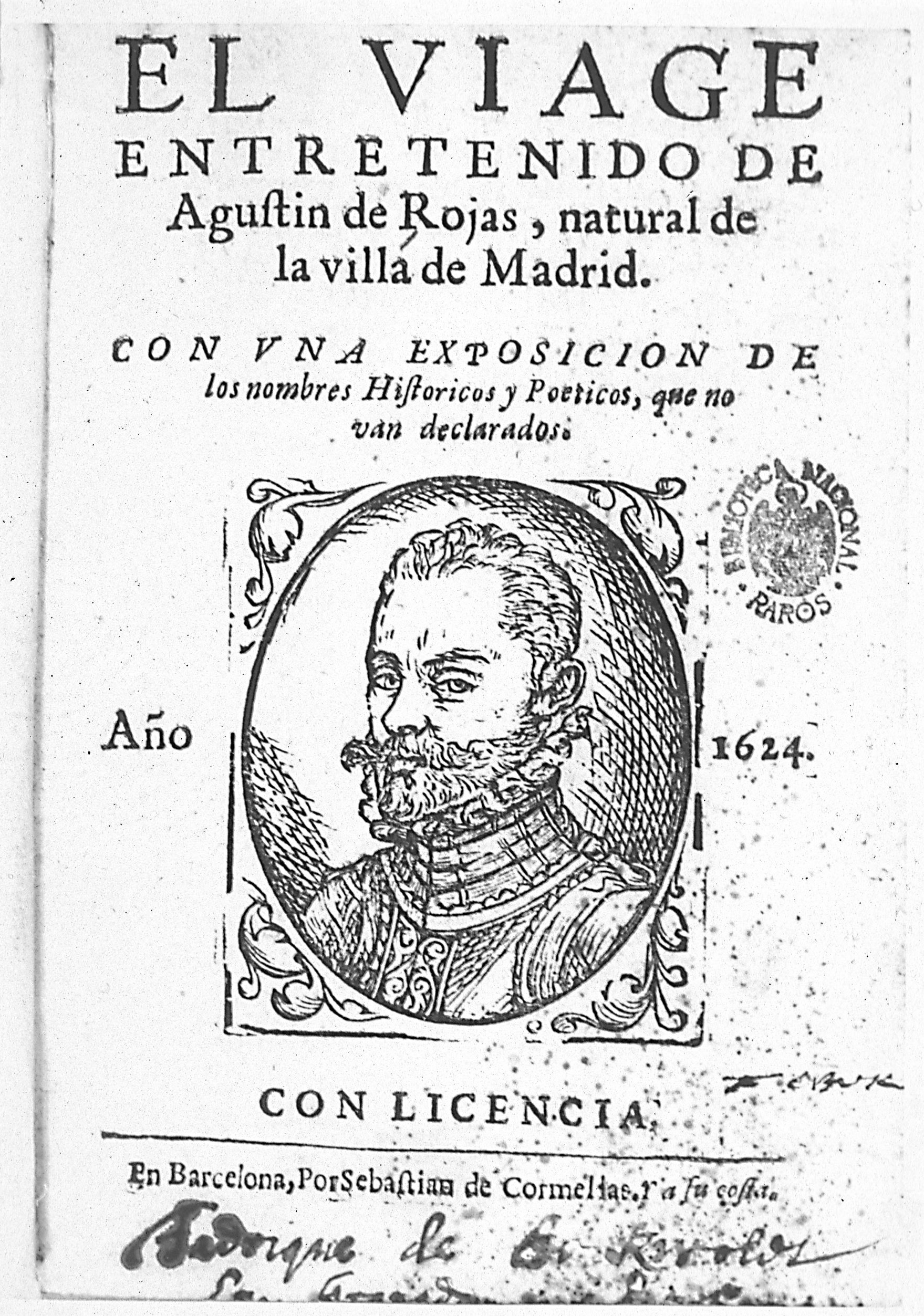
Retrato de Agustín de Rojas Villandrando en la portada de su obra, "El viaje entretenido". Barcelona, 1624. Biblioteca Nacional de España.

El bululú aparece citado en El viaje entretenido, de Agustín de Rojas Villandrando, en 1603, donde se enumeran hasta ocho tipos de compañías de teatro ambulante de la época: bululú, ñaque, gangarilla, cambaleo, garnacha, bojiganga, farándula y compañía.
En el libro Agustín de Rojas nos lo describe así: "El bululú es un representante solo, que camina a pié y pasa su camino, y entra en el pueblo, habla al cura y dícele que sabe una comedia y alguna loa; que junte al barbero y al sacristán y se la dirá, porque le den alguna cosa para pasar adelante. Júntanse estos, y él súbese sobre un arca y va diciendo: agora sale la dama y dice esto y esto, y va representando, y el cura pidiendo limosna en un sombrero y junta cuatro o cinco cuartos, algún pedazo de pan y escudilla de caldo que le da el cura y con esto sigue su estrella y prosigue su camino hasta que halla remedio" .
En la entretenida descripción de Villandrando (presentada como un diálogo teatral), se menciona al cura del pueblo como improvisado y eficiente 'empresario' que preparará la representación del cómico forastero y organizará la recolecta de monedas del ocasional público, en el que según Rojas no podrán faltar el barbero y el sacristán 
(hipérbole de público menguado). Las loas y entremeses ocurrirán en una plaza o calle del pueblo, y a ser posible sobre un arca o similar objeto que sirva de mínimo escenario. La mayor gracia y habilidad del cómico, que irá presentando a los concurrentes cada uno de los personajes, será darles voz a todos, cambiando de registro tras los inevitables "agora sale la dama" o "le responde el galán".
El bululú también aparece en La vida y hechos de Estebanillo González (1646), pero allí convertido en "tropa de infantería representanta" y con la grafía bolulu (en otras ediciones posteriores aparece como "bolulo", "bolula"), y en el estudio sobre La novela picaresca española (1943), de Angel Valbuena Prat, de nuevo como "bolulu".
En las "Zahurdas" de su libro de Sueños, Francisco de Quevedo escribió: «Los bufones en racimo son los faranduleros miserables de bululú»; la misma grafía que dan los diccionarios de la Academia a partir de 1822, es decir, la usada por Rojas Villandrando.

## Permanencia
La técnica elemental del bululú, dando vida camaleónicamente a su narración y obligando al espectador a usar su imaginación, será recuperada muchos siglos después en puestas en escena populares tan actuales como puedan ser la del humorista de televisión o el cuentacuentos.
Fue personaje esperpéntico en una de las tragicomedias de don Ramón del Valle Inclán y recurso habitual en la obra de modernos dramaturgos como Dario Fo, y a finales de la década de 1960 dio nombre a uno de los primeros grupos de la vanguardia del teatro independiente madrileño.
En Argentina, durante la segunda mitad del siglo XX se hizo célebre José María Vilches con el nombre artístico de El Bululú. En los primeros años del siglo XXI, existe en Francia una compañía de origen argentino así nombrada, y en España una sala teatral, una escuela de cine y teatro, y una editorial. También se han escrito varias piezas con el título de "Bululú" o "El bululú".
En otros países de habla hispana, como Venezuela, el término bululú pasó a denominar algarabía, alboroto, tumulto, trapatiesta o riña.